# Salvador Escalante
Salvador Escalante är en kommun i Mexiko.   Den ligger i delstaten Michoacán de Ocampo, i den södra delen av landet, 270 km väster om huvudstaden Mexico City.
Följande samhällen finns i Salvador Escalante:
- Santa Clara del Cobre
- Villa Escalante
- Opopeo
- Istaro
- Camémbaro
- Cungo
- El Tarascón
- Jujúcato
- Iramuco
- Plutarco Elías Calles
- Agua Verde
- Felipe Tzintzun
- Irícuaro
- Santa Ana
- Palma de Sandoval
- El Carmen
- Picuarembo
- Tzintzamba
- Cuanajillo
- El Jabalí
- El Querendal
- Españita
- Puente Alto
- Santa Rita
- Las Charandas
- Monte Grande
- La Esmeralda
- Cuirindicho
- Caratzitumbio
- Los Manzanillos
- Turián Alto